# Саид Тайеб Джавад
Саид Тайеб Джавад (перс. سید طیب جواد‎; род. 1958) — афганский политик. Последний посол Исламской Республики Афганистан в Российской Федерации с 2021 года по 4 апреля 2022 года.
С марта 2017 по декабрь 2020 года был послом Афганистана в Соединённом Королевстве Великобритании и Северной Ирландии. С декабря 2004 по сентябрь 2010 года занимал пост посла Афганистана в Соединённых Штатах Америки. Также был послом-нерезидентом в Мексике, Бразилии, Колумбии и Аргентине. С 2002 по 2004 год являлся Главой Администрации президента Хамида Карзая.
Саид Тайеб Джавад также был Исполнительным директором в стратегической консалтинговой компании Capitalize, базирующейся в Вашингтоне, округ Колумбия, где руководил динамичной командой международных бизнес-экспертов, консультирующих представителей правительств, международных компаний и инвесторов по вопросам политики, обороны, безопасности, выхода на рынок, коммерческих возможностей, стратегий развития в странах Центральной Азии, Персидского залива и Афганистане.
В октябре 2010 года в Школе Управления Джона Ф. Кеннеди Саид Т. Джавад в качестве стипендиата семьи Фишеров стал участником проекта «Будущее дипломатии» Гарвардского университета в Белферском Центре науки и международных отношений. В феврале 2011 года он стал дипломатом-резидентом в Школе передовых международных исследований имени Пола Х. Нитце Университета Джонса Хопкинса. В настоящее время является Председателем благотворительного Фонда Foundation of Afghanistan, а также — стратегом глобальной политики в APCO Worldwide и членом Консультативного совета Саммита Конкордии.

## Биография
Родился в городе Кандагар, Афганистан. Закончил лицей Эстеклал (Estaqlal). Высшее образование получил на факультете права и политологии Кабульского университета.
В 1980 году, вскоре после ввода Советских войск в Афганистан, покинул страну и отправился в Германию, где начал изучать право в Мюнстерском университете.
В 1986 году переехал в Соединённые Штаты Америки. В Университете Голден Гейт, Сан-Франциско, получил степень магистра делового администрирования, работал в качестве юридического консультанта в ряде известных юридических компаний, таких как Steefel, Levitt & Weiss, a San Francisco Embarcadero.
Во время своего пребывания Главой Миссии Афганистана в Соединённых Штатах Америки преобразовал и превратил её в одну из самых отзывчивых и успешных диппредставительств в Вашингтоне. В критический для Афганистана период способствовал сотрудничеству с ключевым стратегическим партнёром благодаря выстраиванию взаимоотношений по дипломатическим каналам с Белым домом, Госдепартаментом, Пентагоном, Конгрессом США, американскими СМИ и академическими кругами, а также положил начало дипломатическим отношениям Афганистана с Бразилией, Аргентиной, Колумбией и Мексикой.
Свободно владеет языками дари и пушту, а также английским, немецким и французским.
Состоит в браке с Шамим Джавад, основательницей и президентом благотворительного фонда Айенда (Ayenda Faundation), деятельность которого направлена на разработку благотворительных проектов для женщин и детей в Афганистане.

## Политическая деятельность

### Возвращение в Афганистан
Вернулся в Афганистан в марте 2002 года. Работал в Администрации Президента Афганистана Хамида Карзая в качестве Пресс-секретаря Президента. Координировал работу Лойя Джирги — Совета старейшин — для тысяч делегатов и журналистов. В июне стал Руководителем Администрации Президента Карзая.
До конца 2003 года занимал пост Пресс — секретаря Президента, Руководителя Администрации Президента, а также — Директора Управления международных отношений Администрации Президента. Саид Т. Джавад тесно сотрудничал с Президентом Карзаем в разработке стратегий политического управления, создании национальных институтов и определении приоритетных реформ в Афганистане. Также работал с американскими и афганскими военными экспертами для проведения реформ в Министерстве обороны Афганистана, разоружения местных полевых командиров и восстановления Афганской Национальной Армии. Он сыграл весомую роль в разработке законов об иностранных инвестициях в Афганистан; на протяжении всего периода разработки Конституции Афганистана он являлся главным связующим звеном между Президентом Хамидом Карзаем и Конституционной комиссией. В качестве Руководителя Аппарата Президента сопровождал Главу государства во всех его зарубежных поездках и руководил процессом организации государственных визитов. В качестве наблюдателя принимал участие в заседаниях Кабинета министров, а также участвовал в заседаниях Совета национальной безопасности.

### Посол в Соединённых Штатах Америки
4 декабря 2004 года Саид Т. Джавад официально приступил к своим обязанностям в качестве посла Афганистана в Соединённых Штатах Америки и в Мексике, Бразилии, Колумбии и Аргентине по совместительству. Он стал 19-м высшим представителем Афганистана в США с момента установления дипломатических отношений между двумя странами в 1934 году.
Будучи послом Афганистана в США тесно сотрудничал с двумя президентскими администрациями по вопросам стратегии США в отношении Афганистана; установил тесные связи с членами Конгресса США; принимал многочисленных высокопоставленных Министров и Президента Карзая во время их визитов в страну; его интервью публиковались в газетах и журналах, освещались по радио-и телевидению; выступал перед аудиториями в университетах, аналитических центрах, благотворительных организациях и общественных группах; получил награды и благодарность за свою работу в Афганистане.
Интервью Саида Т. Джавада неоднократно появлялись в известных американских и международных газетах и телевизионных шоу. Он также регулярно читает лекции и выступает в известных университетах и аналитических центрах. По версии газеты Washington Times г-н Джавад сохранил высокое общественное внимание к Афганистану несмотря на то, что с 2003 года оно в основном было сосредоточено на войне в Ираке. Washington Times: Afghan Progress
В конце 2009 года появились слухи о том, что С. Т. Джавад будет назначен Министром иностранных дел Афганистана, но на эту должность Хамид Карзай назначил Залмая Расула.
С. Т. Джавад принимал участие в сотнях конференций и форумов, посвященных Афганистану и региону.
Он заядлый игрок в поло. Является членом Капитолийского поло-клуба в Мэриленде. Играл в Зелёном кубке (Green Cup) и входит в Ассоциацию поло Соединённых Штатов.

### Посол в Соединённом Королевстве Великобритании и Северной Ирландии
В 2017 году Саид Т. Джавад был назначен послом Афганистана в Соединённом Королевстве. 27 июня 2017 года С. Т. Джавад вручил Верительные грамоты Её Величеству Королеве Елизавете II и официально вступил на должность посла Афганистана в Соединённом Королевстве Великобритании и Северной Ирландии. С самого начала своего пребывания на посту Посла уделял особое внимание укреплению политических связей между двумя странами. Неоднократно выражал благодарность британским Вооружённым силам за их самоотверженность и постоянную поддержку Афганистану.
17 сентября 2018 года в Лондоне Посольство Афганистана в Соединённом Королевстве под руководством С. Т. Джавада провело беспрецедентную по масштабам Первую Афгано-британскую бизнес-конференцию, в которой приняли участие более 100 бизнесменов и обсуждали возможности ведения бизнеса в Афганистане. Также под его руководством был инициирован и проведен Первый афгано-британский бизнес-форум, который стал платформой для создания, расширения и укрепления деловых сетей афганских компаний в Лондоне. В 2019 году была инициирована 2-я афгано-британская бизнес-конференция, в которой приняли участие пять членов Кабинета министров, что ещё более способствовало успеху конференции. Цель конференции состояла в том, чтобы укрепить торгово-экономические отношения между Соединённым Королевством и Афганистаном, а также развивать деловую среду Афганистана. «Для участия в этой конференции, наряду с британскими бизнесменами, заинтересованным инвестировать в Афганистан, мы также пригласили представителей Правительства Афганистана для того, чтобы они ответили на вопросы британских бизнесменов», — сказал С. Т. Джавад.

### Посол в России
Саид Тайеб Джавад стал последним послом Исламской Республики Афганистана в Российской Федерации. Правительство под руководством движения «Талибан» сместило его с должности посла с 4 апреля 2022 года.
После отъезда из России Джавад, вопреки ожиданиям, не был замечен среди участников неформальной дискуссии о будущем Афганистана и о противостоянии нынешнему правительству, проходившей в Вене 15 сентября 2022 года. Его текущее местонахождение неизвестно.

## Политические взгляды
Саид Т. Джавад прожил в Европе и США более 25 лет и хорошо знаком с западными взглядами на общество и политику. Поддерживал американскую войну с террором. Также являлся сторонником участия женщин в афганской политике. По его утверждению самое большое беспокойство у афганцев вызывает тот факт, что международное присутствие в Афганистане может быть недолговечным.
Саид Т. Джавад был верен Президенту Карзаю. Публично защищал его от обвинений в коррупции и сказал, что он самый трудолюбивый Президент, который когда-либо был в Афганистане. Тем не менее, в октябре 2009 года был первым помощником Карзая, который высказался о вероятности проведения второго тура выборов между Карзаем и его соперником Абдуллой Абдуллой, после обвинений в их фальсификации. Он отметил, что соглашение о разделе власти между Карзаем и Абдуллой было бы хорошим политическим решением, но сомневался, что это может поспособствовать приходу в Правительство более опытных людей, и что создание коалиционного Правительства означает принесение в жертву всех достижений.
С. Т. Джавад и его супруга неоднократно сотрудничали с бывшей Первой леди США Лорой Буш в сфере повышения осведомленности о правах афганских женщин и детей. Несмотря на то, что Джавад иногда критиковал Администрацию Буша за чрезмерное нанесение воздушных ударов, приводящих к жертвам среди гражданского населения, он неоднократно выражал благодарность американским и иностранным военным силам в Афганистане за содействие. По отношению к Президенту Обаме, который меньше поддерживал афганского Президента Карзая, Джавад был более критичен: «С приходом новой Администрации произошло много изменений, в частности, наблюдается чрезмерно упрощённый подход к насущным проблемам. Сейчас Администрация Обамы осознает, что вы не можете просто так избавиться от демократически избранного Президента страны лишь потому, что он вам просто не нравится», — сказал он в интервью United Press International. Далее С. Т. Джавад высказался против плана Президента Обамы начать вывод войск из Афганистана с лета 2011 года. Подчеркнул важность сохранения международного присутствия в Афганистане во избежание ситуации, подобно той, что была в начале 90-х годов.
По его мнению, чрезмерная международная помощь и военное присутствие привели к несколько пренебрежительному отношению к Правительству, что делает невозможным создание компетентного Правительства и обеспечение безопасности. Саид Т. Джавад также заявил, что искоренение мака не является лучшим решением проблемы афганского наркотрафика. В мае 2005 года Джавад подписал Меморандум о взаимопонимании по масштабной реконструкции центра Кабула под названием Light City.
С. Т. Джавад критиковал Пакистан за то, что он не сделал достаточно для того, чтобы остановить движение Талибов. При этом он признает, что новый Президент Пакистана Асиф Али Зардари, по всей видимости, гораздо более привержен борьбе с терроризмом, чем его предшественник генерал Первез Мушарраф. По словам Джавада, Пакистанская армия больше озабочена Индией — своим традиционным врагом.
В ноябре 2013 года в Кабуле Джавад принял участие в работе Лойя Джирги, где высказал свое мнение о статусе и условиях двустороннего Соглашения о безопасности, президентских выборах и политических преобразованиях, а также об уровне экономической помощи международного сообщества, военном участии и юрисдикции для проведения иностранными войсками операций в стране до и после 2014 года.
С. Т. Джавад также является давним членом индийско-пакистано-афганского диалога, полуторагодичного форума по укреплению доверия между дипломатами и бывшими сотрудниками разведки.

## Награды, Почётные Звания и Международные конференции
- Медаль Конституционной Лойя Джирги за службу. Присуждена Правительством Афганистана в Кабуле, Афганистан, в 2003 году;
- Награда за заслуги в восстановлении нации. Присуждена Американским обществом инженерного образования, Вашингтон, округ Колумбия, в 2004 году;
- Почетная докторская степень в области организационного лидерства Университета Аргоси, Вашингтон, округ Колумбия, в 2007 году;
- Специальная премия за улучшение качества жизни, Вашингтон, округ Колумбия, 2007 год;
- Премия «Гражданин мира». Присуждена Roots of Peace, Вашингтон, округ Колумбия, в 2008 году.

В качестве старшего политического и внешнеполитического Советника Главы Исполнительной власти Афганистана С. Т. Джавад сыграл ключевую роль в американо-афганском диалоге в Кэмп-Дэвиде, который был организован Госсекретарём Джоном Керри 23 марта 2015 года. Он присутствовал на этом мероприятии в составе афганской делегации, в которую входили Президент Афганистана, Глава Исполнительной власти и другие высокопоставленные правительственные чиновники.
По решению Министерства торговли США С. Т. Джавад стал участником Всемирного экономического форума по Ближнему Востоку и Северной Африке. Он принял участие и внёс свой вклад в Форум в Аммане, Иордания, который проходил с 21 по 23 мая 2015 года.
С. Т. Джавад принимал участие в саммите, посвященном пятой годовщине Конкордии, который проходил в Нью-Йорке 1 и 2 октября 2015 года. Саммит Конкордии собрал выдающихся мировых лидеров и лиц, принимающих решения по наиболее насущным глобальным проблемам. Здесь была подчеркнута необходимость эффективного межсекторального сотрудничества для более процветающего и устойчивого будущего. Участие Саида Т. Джавада в данном Саммите в качестве активного члена внесло большой вклад в его проведение.
Посол Джавад был ключевым участником многих Галифаксских международных форумов по безопасности, последний из которых состоялся 20—23 ноября 2015 года и стал платформой для различных международных лидеров, дипломатов и специалистов в области безопасности, где можно было прокомментировать и оценить масштабы развития глобальной угрозы.
Международная организация права развития (IDLO) приняла Посла Джавада в своей штаб-квартире в Риме в качестве почетного гостя и ключевого участника Сессии Ассамблеи Сторон. Он внёс свой вклад в формирование видения Организации касательно оптимальных подходов к верховенству права и его развитие в различных странах, в частности в Афганистане.
Посол С. Т. Джавад участвовал в саммите НАТО по Афганистану 8 и 9 июля 2016 года в Варшаве, Польша, вместе с Президентом Ашрафом Гани и Главой Исполнительной власти Афганистана Абдуллой Абдуллой. В этом саммите НАТО подтвердил свою поддержку афганским Национальным силам обороны и безопасности, а также их финансирование как минимум до конца 2020 года.
Будучи Старшим политическим и внешнеполитическим Советником, С. Т. Джавад сопровождал Главу Исполнительной власти Афганистана д-ра А. Абдуллу на Всемирный гуманитарный саммит, проходивший 23 и 24 мая 2016 года в Стамбуле, Турция.
Посол Джавад также принимал участие в Лондонской конференции по Афганистану, состоявшейся 4 декабря 2014 года. На данной конференции Правительству Афганистана была предоставлена платформа для изложения своего видения реформ, а международному сообществу — возможность показать свою солидарность и поддержку Афганистану.
30 апреля 2019 года Джавад получил премию «Дипломат года-2019».